# Командно-штабная машина
Командно-штабная машина (КШМ) — боевая машина на броневой, танковой или автомобильной базе, которая предназначена для обеспечения радиосвязи и управления в тактическом звене сухопутных войск.
В сухопутных войсках для боевого управления уровня полк (бригада) — дивизия, за исключением специализированных машин управления ракетными и артиллерийскими подразделениями, используются командно-штабные машины (КШМ) —  БТР-50ПУ, БТР-60ПУ, Р-145БМ «Чайка», Р-149БМР «Кушетка-Б», БМП-1КШ «Поток-2», БМД-1КШ «Сорока». Для управления более низкого уровня (внутри батальонов) существуют машины управления, такие как БТР-60ПБК, БМП-1/2К, командирские танки Т-55К - Т-90К и т. п.

## История

### Некоторые образцы КШМ в Вооружённых силах стран постсоветского пространства
Командно-штабные машины и комбинированные радиостанции
- Комплекс машин связи и управления Сухопутных войск
  - Командно-штабная машина Р-145БМ
  - Командно-штабная машина БМП-1КШТ
  - Командно-штабная машина БМП-1 К
  - Командно-штабная машина БТР-50 ПУ (БТР-50ПУМ)
  - Командно-штабная машина БМД-1 КШ
  - Командно-штабная машина МП-21
  - Командно-штабная машина МП-31
  - Командно-штабные машины Р-142 Н, Р-142НМ, Р-142-НМР
- Комбинированные радиостанции Р-125Б1, Р-125Б2